# Crudo

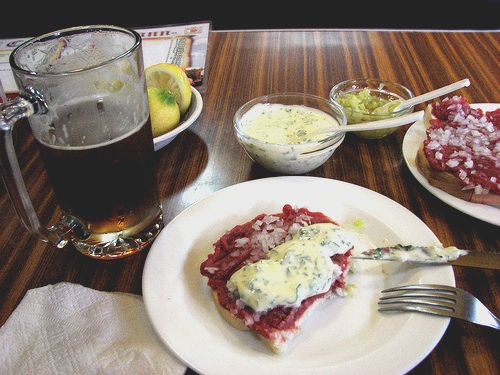
Crudos, serviert im Café Haussmann in Valdivia, Südchile

Crudo (spanisch: „roh“; auch crudo alemán oder bistec alemán) ist ein in Chile anzutreffendes, typisch deutsch-chilenisches Gericht. Es besteht aus fein gehacktem rohem Rindfleisch, ähnlich einem Beefsteak Tatar, auf einer Scheibe Weißbrot. Darauf werden gehackte Zwiebeln, Zitronensaft oder eine aus Joghurt und Mayonnaise hergestellte Sauce gegeben.